# Bezovica (Vojnik, Slovenija)
Bezovica je naselje u slovenskoj Općini Vojniku. Bezovica se nalazi u pokrajini Štajerskoj i statističkoj regiji Savinjskoj. 

## Stanovništvo
Prema popisu stanovništva iz 2002. godine naselje je imalo 46 stanovnika.